# Крейн-Рівер 51
Крейн-Рівер 51 (англ. Crane River 51) — індіанська резервація в Канаді, у провінції Манітоба, у межах невключеної частини переписної області №19.

## Населення
За даними перепису 2016 року, індіанська резервація нараховувала 444 особи, показавши скорочення на 11,7%, порівняно з 2011-м роком. Середня густина населення становила 12,3 осіб/км².
З офіційних мов обидвома одночасно не володів жоден з жителів, тільки англійською — 420. Усього 25 осіб вважали рідною мовою не одну з офіційних, з них усі — одну з корінних мов.
Працездатне населення становило 47,1% усього населення, рівень безробіття — 54,2%.

## Клімат
Середня річна температура становить 1,4°C, середня максимальна – 22,7°C, а середня мінімальна – -25,1°C. Середня річна кількість опадів – 526 мм.
| Клімат поселення                              | Клімат поселення | Клімат поселення | Клімат поселення | Клімат поселення | Клімат поселення | Клімат поселення | Клімат поселення | Клімат поселення | Клімат поселення | Клімат поселення | Клімат поселення | Клімат поселення | Клімат поселення |
| Показник                                      | Січ.             | Лют.             | Бер.             | Квіт.            | Трав.            | Черв.            | Лип.             | Серп.            | Вер.             | Жовт.            | Лист.            | Груд.            |                  |
| Середній максимум, °C                         | −13,37           | −9,36            | −2,12            | 7,72             | 15,67            | 21,53            | 22,72            | 21,32            | 15,85            | 9,04             | −1,15            | −10,94           |                  |
| Середня температура, °C                       | −19,24           | −15,24           | −7,99            | 1,87             | 9,80             | 15,68            | 18,48            | 17,09            | 11,61            | 4,80             | −5,38            | −15,18           |                  |
| Середній мінімум, °C                          | −25,12           | −21,11           | −13,86           | −4,02            | 3,93             | 9,80             | 14,25            | 12,85            | 7,37             | 0,57             | −9,62            | −19,42           |                  |
| Норма опадів, мм                              | 24               | 15               | 29               | 31               | 54               | 86               | 71               | 65               | 55               | 43               | 28               | 25               |                  |
| Середньомісячна швидкість вітру, м/с          | 3.60             | 3.66             | 3.70             | 4.00             | 4.10             | 3.80             | 3.42             | 3.60             | 3.90             | 4.20             | 4.00             | 3.80             |                  |
| Середньомісячна сонячна радіація, кДж/м²·день | 3764             | 7102             | 12525            | 17332            | 20359            | 21379            | 21640            | 18192            | 12268            | 7177             | 3818             | 2795             |                  |
| --------------------------------------------- | ---------------- | ---------------- | ---------------- | ---------------- | ---------------- | ---------------- | ---------------- | ---------------- | ---------------- | ---------------- | ---------------- | ---------------- | ---------------- |
| Джерело:                                      |                  |                  |                  |                  |                  |                  |                  |                  |                  |                  |                  |                  |                  |